# 科尔塞勒莱蒙
科尔塞勒莱蒙（法語：Corcelles-les-Monts，法語發音：[kɔʁsɛl le mɔ̃]）是法国科多尔省的一个市镇，位于该省东部，省会第戎市区西南，属于第戎区。

## 地理
科尔塞勒莱蒙（47°17'40"N, 4°56'18"E）面积14.33 平方千米，位于法国勃艮第-弗朗什-孔泰大區科多尔省，该省份为法国中东部省份，北起奥布省，西接涅夫勒省和约讷省，南至索恩-卢瓦尔省，东南接汝拉省，东临上索恩省，东北部与上马恩省接壤。
与科尔塞勒莱蒙接壤的市镇（或旧市镇、城区）包括：普隆比耶尔莱第戎、弗拉维涅罗、库谢、乌什河畔沃拉尔、舍诺沃、第戎、马尔萨奈拉科特。
科尔塞勒莱蒙的时区为UTC+01:00、UTC+02:00（夏令时）。

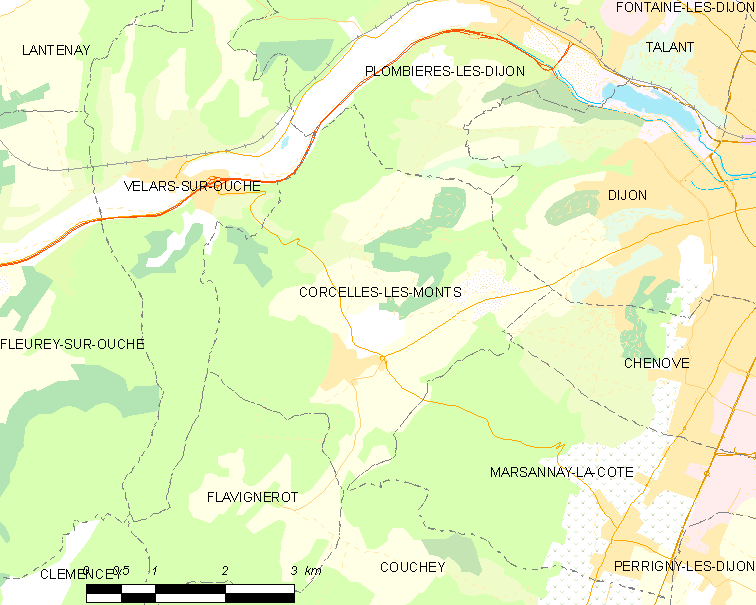
科尔塞勒莱蒙的OSM定位图

## 行政
科尔塞勒莱蒙的邮政编码为21160，INSEE市镇编码为21192。

## 政治
科尔塞勒莱蒙所属的省级选区为第戎第六县。

## 交通
科多尔省省道D108线经过境内。

## 人口

1962-2008年间科尔塞勒莱蒙人口变化图示

科尔塞勒莱蒙于2022年1月1日时的人口数量为654人。